# Järvenpään Haukat
Järvenpään Haukat (deutsch: Habicht, zwischen 2000 und 2003 als Kooperation mit KJT) ist ein finnischer Eishockeyverein aus Järvenpää, der 1979 gegründet wurde. Ihre Heimspiele absolviert die Mannschaft von Haukat in der ST1 Areena.

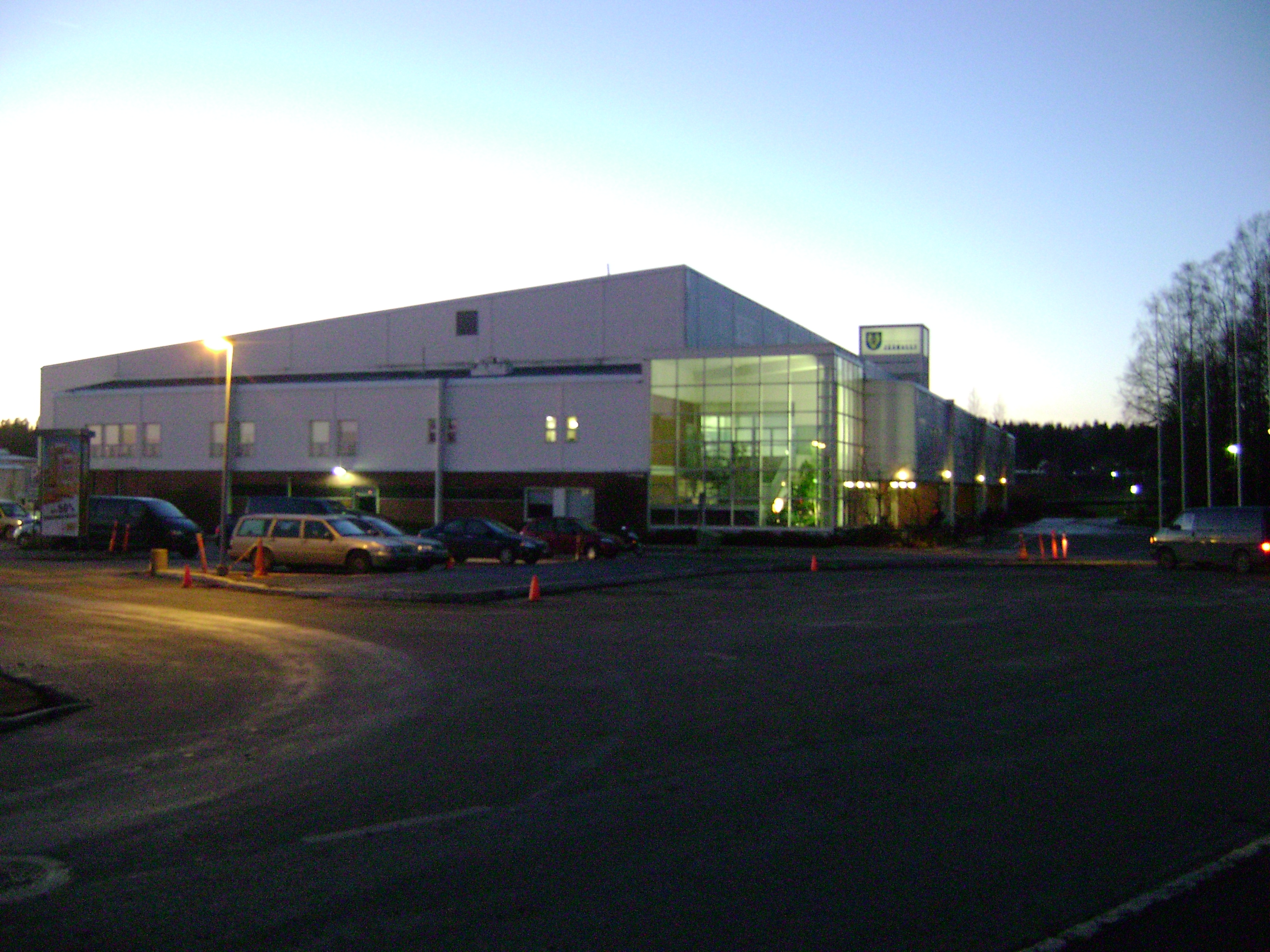
ST1 Areena

Zwischen 2000 und 2006 spielte Haukat in der Mestis, der zweithöchsten finnischen Eishockeyliga. Dabei kooperierte man zwischen 2000 und 2003 mit dem regionalen Eishockeyprojekt KJT, kehrte aber 2003 zum angestammten Namen zurück.
In der Saison 2005/06 stellte der Club seinen Profi-Spielbetrieb ein. Seither ist der Verein im Nachwuchsbereich und seit 2009 auch wieder in der II-divisioona, der vierthöchsten Eishockeyliga, aktiv.
2017 schaffte der Verein den Aufstieg aus der viertklassigen II-divisioona in die Suomi-sarja.